# Tailândia nos Jogos Paralímpicos de Verão de 2008
Tailândia participou dos Jogos Paralímpicos de Verão de 2008, que foram realizados na cidade de Pequim, na China, entre os dias 6 e 17 de setembro de 2008. A delegação conquista 13 medalhas (1 ouro, 5 pratas, 7 bronzes).